# Ringworm (schimmel)
Ringworm (of trichophytie) is een besmettelijke schimmelinfectie van de huid, die onder andere bij mensen voorkomt. Bij mensen wordt ringworm veroorzaakt door dermatofyten, meestal de soorten Trichophyton rubrum, T. mentagrophytes, T. tonsurans en T. shoenleinii. De besmetting kan overgedragen worden door bijvoorbeeld huidcontact, een vuile haarkam of handdoek. De besmetting wordt ook wel opgelopen van besmette honden of katten. Dan gaat het vooral om Microsporum canis.
De infectie krijgt zijn kans op vochtige plaatsen van de huid en begint meestal op het hoofd (tinea capitis) of de voeten (zwemmerseczeem = tinea pedis), maar kan op het gehele lichaam voorkomen.
De schimmel vormt ringvormige plekken, vandaar de naam, en leeft van de keratine die voorkomt in de buitenste dode cellen van de huid en nagels. De infectie veroorzaakt jeuk en een rode, schilferige huid. Als de schimmel zich uitbreidt, worden de ringen steeds groter, terwijl vanuit het aangetaste centrum weer genezing plaatsvindt.
Behandeling vindt plaats door middel van een antimycoticum (schimmelbestrijdend middel) in de vorm van crème (zalf), of tabletten. Voorbeelden van crèmes zijn: loprox, miconazol, ketoconazol, clotrimazol, terbinafine of itraconazol. Als tabletten gegeven worden, wordt vaak terbinafine of itraconazol gegeven.